# Gunnison (Mississipi)
Gunnison és una població dels Estats Units a l'estat de Mississipi. Segons el cens del 2000 tenia 633 habitants.

## Demografia
Segons el cens del 2000, Gunnison tenia 633 habitants, 202 habitatges, i 146 famílies. La densitat de població era de 252 habitants per km².
Dels 202 habitatges en un 40,6% hi vivien nens de menys de 18 anys, en un 25,7% hi vivien parelles casades, en un 41,6% dones solteres, i en un 27,7% no eren unitats familiars. En el 26,7% dels habitatges hi vivien persones soles el 9,4% de les quals corresponia a persones de 65 anys o més que vivien soles. El nombre mitjà de persones vivint en cada habitatge era de 3,13 i el nombre mitjà de persones que vivien en cada família era de 3,79.
Per edats la població es repartia de la següent manera: un 37,3% tenia menys de 18 anys, un 11,4% entre 18 i 24, un 22,1% entre 25 i 44, un 16,6% de 45 a 60 i un 12,6% 65 anys o més.
L'edat mediana era de 26 anys. Per cada 100 dones de 18 o més anys hi havia 66,8 homes.
La renda mediana per habitatge era de 19.432 $ i la renda mediana per família de 21.875 $. Els homes tenien una renda mediana de 27.679 $ mentre que les dones 15.500 $. La renda per capita de la població era de 8.395 $. Entorn del 39,3% de les famílies i el 47,9% de la població estaven per davall del llindar de pobresa.

## Poblacions més properes
El següent diagrama mostra les poblacions més properes.